# Calycobolus klaineana
Calycobolus klaineana là một loài thực vật có hoa trong họ Bìm bìm. Loài này được Heine mô tả khoa học đầu tiên.